# Solo parecía amor
Solo parecía amor es una canción y el cuarto y último sencillo del álbum Amore mio de la actriz y cantante Thalia, lanzado por Sony Music Latin en mayo del 2015.

## Antecedentes y recepción
El 20 de febrero de 2015, Thalía anunció en sus redes sociales que se dirigía a filmar el video musical de la canción. La canción fue lanzada como sencillo oficial el 14 de abril de 2015. La canción debutó en la lista de reproducción general de México, obteniendo un éxito moderado. En la lista pop, publicada por Monitor Latino, la canción alcanzó el puesto número 1.

## Vídeo musical
El video oficial de la canción fue lanzado en el canal oficial de YouTube de Thalía el 28 de abril de 2015. El video muestra a Thalía en diferentes habitaciones reflexionando sobre una relación fallida.

## Lista de canciones

### Descarga digital - Bachata Remix[4]
- 'Solo parecía amor (Bachata Remix)' - 3:52

## Historial de lanzamiento
| Región | Fecha             | Formato                     | Discográfica     | Ref. |
| ------ | ----------------- | --------------------------- | ---------------- | ---- |
| México | 8 de mayo de 2015 | Descarga digital, Streaming | Sony Music Latin |      |